# Алло
Алло́ — приветствие при разговоре по телефону, предложенное Томасом Эдисоном.

## История
Томас Эдисон 15 августа 1877 года написал письмо президенту телеграфной компании Питтсбурга, в котором доказывал, что лучшим вариантом приветствия при общении по телефону является слово «hullo», являющееся видоизменённым английским приветствием «hello», которое, в свою очередь, в русском языке трансформировалось в «алло». Александр Белл предлагал свой вариант — слово «ahoy», использовавшееся при встрече кораблей.

## Аналоги слова в языках мира
| Язык            | Аналог | Примечания |
| --------------- | --- | --- |
| Азербайджанский | buyurun, eşidirəm (досл. пожалуйте, слышу); bəli (уважаемая форма слова «да»), eşidirəm (досл. слышу), alo (алло), buyur (досл. пожалуй), buyur, eşidirəm (досл. пожалуй, слышу) | Первые два приветствия являются официальными, остальные — разговорными. |
| Английский      | hello, yes | |
| Арабский        | مرحبا [мархаба] | Универсальное арабское приветствие, аналог русского «привет» или «здравствуй» |
| Армянский       | ալո [ало], այո [айо] | Слово «այո» означает «да» |
| Венгерский      | halló | |
| Вьетнамский     | a lô | |
| Греческий       | παρακαλώ [паракало́] | Означает «пожалуйста» и «прошу» |
| Иврит           | שָׁלוֹם [шало́м] | Универсальное еврейское приветствие, букв. «мир» |
| Испанский       | aló, diga, dígame, dime, bueno, hola | Слова «diga» и «digame» означают «говорите» и «говорите мне» соответственно. Приветствие «bueno» используется в Мексике, а «hola» — в Аргентине.                                                                                                 |
| Итальянский     | pronto [про́нто] | Означает «готов(а)» |
| Казахский       | Тыңдап тұрмын/Иә | Слушаю/да |
| Каталанский     | digui [ди́ги] | |
| Китайский       | кит. упр. 喂, пиньинь wéi, палл. уэй | Значит «эй» |
| Корейский       | 여보세요 [ёбосэё] | Сокращение от кор. 여기 보세요 [ёги посэё] («посмотрите сюда») |
| Корсиканский    | a lotta | |
| Литовский       | alio | |
| Монгольский     | байна уу [байну], байн, алло | Дословно означает «[находишься] здесь?» |
| Немецкий        | Hallo, ja | При ответе по телефону чаще всего называют свою фамилию, иногда прибавляя перед ней «ja». Приветствие «hallo» (привет) является неформальным |
| Польский        | halo | |
| Португальский   | estou [и́стоу], estou sim, alô, olá | Приветствие «estou», означающее «я» (букв. «я есть», «я» с определённым артиклем) используется в Португалии, «alô» — в Бразилии а «olá» — в Мозамбике и Анголе.                                                                                  |
| Румынский       | alo [а́ло], da | |
| Русский         | алло, алё, слушаю, (имя говорящего) на проводе, (имя говорящего) у аппарата, (имя говорящего) слушает, да, говорите                                                              | Приветствия «алло», «алё» и «да» являются наиболее употребительными. «Алё» является разговорным эрративом от «алло». Приветствия «на проводе» и «у аппарата» использовались в Российской империи, а затем — в СССР с начала по середину XX века. |
| Сербохорватский | хало́/halo, да/da, мо́лим/molim | Последнее слово значит «прошу» |
| Турецкий        | alo | |
| Украинский      | слухаю | Означает «слушаю» |
| Французский     | allô [алё] | |
| Хинди           | नमस्कार [намаскар] | Наряду с этим приветствием также используется и английское «hello» |
| Эсперанто       | saluton [салютон], jes [йес] | «Здравствуйте» или «приветствую», «да» |
| Японский        | (яп. もしもし моси-моси) | Сокращение от (яп. 申します 申します мосимасу-мосимасу, говорю-говорю). Первое время японцы приветствовали друг друга по телефону (яп. はい хай), что значит «да».                                                                               |

В некоторых странах Средней Азии и Ближнего Востока (Таджикистан, Узбекистан, Иран, Афганистан) принято говорить «лаббай», что означает «слушаю вас, что изволите?».

## Морской термин
Термин «алло» употреблялся на корабле и означал «слушай!». Его кричали в рупор на другой корабль с тем, чтобы начать разговор. Такое употребление слова зафиксировано в словаре Даля.